# Hot in It
Hot in It is een nummer van de Nederlandse dj Tiësto en de Britse zangeres Charli XCX uit 2022.
Het nummer is de eerste directe samenwerking tussen Tiësto en Charli XCX. Tiësto remixte eerder al Charli's singles I love it (met Icona Pop) en Break the Rules. "Hot in It" bereikte een bescheiden 24e positie in het Verenigd Koninkrijk. Het meeste succes kende het nummer in Tiësto's vaderland. In de Nederlandse Top 40 schopte de plaat het tot de 12e positie.